# George Voinovich
George Victor Voinovich (Cleveland, 15 luglio 1936 – Cleveland, 12 giugno 2016) è stato un politico statunitense, senatore per lo stato dell'Ohio dal 1999 al 2011 e in precedenza governatore dell'Ohio dal 1991 al 1998.

## Biografia
Nato e cresciuto in Ohio in una famiglia di origini balcaniche (il padre era un serbo-croato originario del Kordun, la madre era slovena), Voinovich studiò legge e divenne avvocato. Nel frattempo si dedicò alla politica con il Partito Repubblicano e nel 1966 venne eletto all'interno della legislatura statale dell'Ohio.
Nel 1971 si candidò alla carica di sindaco di Cleveland, ma perse le elezioni. Nel 1978 il candidato governatore Jim Rhodes lo scelse come suo vice e i due vennero eletti, ma meno di un anno dopo Voinovich decise di candidarsi nuovamente a sindaco di Cleveland, sfidando il democratico in carica Dennis Kucinich. Poche settimane prima delle elezioni, Voinovich subì un grave lutto: la sua quartogenita Molly, di nove anni, venne investita da un furgone e morì. Nonostante la perdita, Voinovich decise di non ritirarsi dalla competizione e risultò eletto con una larga maggioranza di voti. Voinovich venne riconfermato dagli elettori per altri due mandati, nel 1981 e nel 1985.
Nel 1988 si candidò al Senato contro Howard Metzenbaum, ma la sua campagna elettorale non ebbe successo. Nel 1990 ottenne la nomination repubblicana per la carica di governatore e riuscì a vincere le elezioni, venendo poi rieletto per un secondo mandato nel 1994. Nel 1998 Voinovich si candidò nuovamente al Senato e questa volta riuscì a farsi eleggere. Nel 2004 ottenne un altro mandato della durata di sei anni, al termine del quale decise di ritirarsi a vita privata.
Nel corso delle Primarie repubblicane del 2016 dichiarò il suo endorsement a favore del governatore dell'Ohio John Kasich. Ideologicamente, George Voinovich era considerato uno dei politici repubblicani più moderati, soprattutto sui temi sociali.
Morì il 12 giugno 2016 all'età di 79 anni.